# Ciclo dell'Ulster
Il Ciclo dell'Ulster è un'opera in versi poetici e prosa che ruota attorno agli eroi dell'Ulaid (odierno Ulster orientale). È uno dei maggiori cicli epici della mitologia irlandese insieme al Ciclo mitologico, al Ciclo feniano e al Ciclo storico.
Il ciclo si incentra attorno al regno di Conchobar mac Nessa, che sarebbe stato sovrano dell'Ulster più o meno al tempo di Cristo. Regnò da Emain Macha (ora Navan Fort vicino ad Armagh), ed ebbe come suoi acerrimi rivali la regina Medb e re Ailill del Connacht e come alleati Fergus mac Róich, ex sovrano dell'Ulster. Il principale eroe della saga è Cúchulainn, nipote di Conchobar.
La società dipinta in questi racconti è sostanzialmente quella  dell'età del Ferro pre-cristiana, anche se filtrata attraverso la prospettiva cristiana dei suoi autori medievali, e contiene molti  elementi e paralleli con la società dei celti d'Europa descritta dagli scrittori classici. I guerrieri combattono da carri, prendono le teste dei nemici come trofei, contendono per avere la precedenza nei banchetti, hanno come consiglieri i druidi e combattono in singoli duelli nei guadi. I poeti hanno grande potere e grandi privilegi e la loro ricchezza è stimata in bestiame.
Il ciclo si compone di circa 18 storie, di cui quella focale è il Táin Bó Cúailnge, in cui Medb invade l'Ulster alla guida di una grande armata per rubare il toro marrone di Cooley, e solo Cú Chulainn le blocca il cammino.

## Personaggi

### Personaggi principali
- Conchobar mac Nessa (anche Conor mac Nessa), re dell'Ulster
- Cú Chulainn, eroe dell'Ulster
- Deirdre, eroina tragica
- Medb, regina del Connacht e nemica di Conchobar
- Ailill mac Máta, re del Connacht
- Fergus mac Róich, ex sovrano dell'Ulster che va in esilio nel Connacht
- Mórrígan, dea della guerra e della morte
- Lugh, divinità solare

### Personaggi importanti
- Amairgin mac Echit, poeta e guerriero
- Athirne, poeta e provocatore
- Blaí Briugu, ospite e vittima di omicidio
- Briccriu, provocatore
- Cathbad, capo dei druidi alla corte del Conchobar
- Celtchar, guerriero dell'Ulster
- Cet mac Mágach, guerriero dell'Ulster
- Cethern mac Fintain, guerriero dell'Ulsterand all-round tough guy
- Conall Cernach, eroe dell'Ulster
- Connla, figlio di Cú Chulainn
- Cormac Cond Longas, principe dell'Ulster in esilio con Fergus
- Cú Roí, re del Munster con poteri soprannaturali
- Culann, fabbro
- Dáire mac Fiachna, signore del bestiame
- Deichtine, sorella di Conchobar e madre di Cú Chulainn
- Donn Cúailnge, toro da monta
- Dubthach Dóeltenga, esule dell'Ulster
- Emer, moglie di Cú Chulainn
- Finnbhennach, toro da monta
- Fráech, eroe del Connacht
- Lóegaire Búadach, vorrebbe essere un eroe dell'Ulster
- Lugaid mac Con Roí, figlio di Cú Roí
- Macha, dea dei cavalli e delle battaglie
- Naoise, guerriero dell'Ulster, cacciatore, cantore e amante di Deirdre
- Nera, nobile del Connacht
- Ness, principessa dell'Ulster, madre di Conchobar
- Scáthach, donna guerriera che addestra Cú Chulainn in Scozia

### Personaggi minori
- Achall
- Áed Ruad
- Bélchú
- Cairbre Cuanach
- Cairbre Nia Fer
- Condere mac Echach
- Cruinniuc
- Cúscraid
- Fedelm Noíchrothach
- Fedlimid mac Daill
- Fergus mac Leti
- Fiachu mac Fir Febhe
- Follomain mac Concobair
- Friuch
- Furbaide Ferbend
- Garb mac Stairn
- Goll mac Carbada
- Lugaid Riab nDerg
- Mugain
- Sencha mac Ailella
- Uathach